# Dacio de Milán
Dacio de Milán fue un obispo bizantino que vivió en el siglo VI. Es venerado por la Iglesia católica el 14 de enero.

## Hagiografía
Dacio nació en el siglo VI, mientras el emperador bizantino aún tenía el control sobre Lombardía. Fue ordenado obispo en el 530, y estuvo al frente del obispado hasta el 550.
Cuando los godos amenazaban a Milán, Dacio se alió al general bizantino Belisario, para defender a la ciudad. Lamentablemente, las fuerzas godas invadieron y saquearon Milán, por lo que Dacio tuvo que huir hacia Constantinopla.
Allí defendió con vigor la causa del papa Vigilio, en contra del emperador Justiniano, durante el Cisma de los Tres Capítulos.
Dacio murió el 5 de febrero de 550, en Constantinopla